# 破斯清道
破斯 清道（はし の きよみち、生没年不詳）は、奈良時代の官吏で、式部省大学寮に勤務する員外大属。ペルシャ人という推定がある。
平城宮跡の発掘調査で発見された天平神護元年（765年）の木簡を解読することにより存在が確認された。2016年10月の発表当初、名は「清通」とされていたが、その後「清道」と釈読が改められている。

## 木簡
破斯清道の名を記した木簡は、1966年（昭和41年）に平城宮東南隅の「式部省関連地域」と呼ばれる遺構地域（奈良県奈良市佐紀町）から出土した木簡のひとつである。

### 発掘
1965年（昭和40年）から翌1966年（昭和41年）にかけて、国道24号バイパス敷設に伴う緊急調査として、奈良国立文化財研究所平城宮跡発掘調査部によって宮城東南隅（式部省関連地域）の発掘調査「平城宮第32次発掘調査」（1965年12月13日開始）が行われ、次いで補足調査として「平城宮第32次補足発掘調査」（1966年5月1日-10月22日）が行われた。これらの調査の際に発見した木簡は1万点を越え、大部分が式部省関連のものであった。
破斯清道の名を記した木簡はこのうちの1本で、1966年8月、「平城宮第32次補足発掘調査」において、築地塀の「雨落ち溝」から発掘され、木簡番号3752と附番されているものである。寸法は長さ268mm、幅32mm、厚さは最も厚いところで3mm、材質は檜。両面に文字が墨書されている。
この木簡は全面に腐蝕が甚だしく、長らく次のように解読されてきた（記号は研究機関で利用されているもの）。
これは大学寮が上位機関である式部省に提出した解（げ）とよばれる公文書で、天平神護元年（765年）某月24日の宿直についての報告文書である。表と裏に1人ずつ、計2人の人名が記されているが、「□□清道」「□廣□」と読めるのみで、清道の氏は不明であった。

### 解読・解釈
奈良文化財研究所史料研究室にて赤外線による文字読み取り調査が始まると、今まで解読できなかった木簡も順次調査された。この木簡についても2016年8月に解読に成功し、清道の氏にあたる部分が「破斯」である事が判明した。「破斯」という文字は、ペルシャを意味する「波斯」と同音であり、同様の意味を持つと判断された。ペルシャ人を示す文字が出土品で確認されたのは、日本国内では初めてである。
このことは2016年10月5日に奈良文化財研究所から発表された。名前は「破斯清通」、読みは「はしのきよみち」とされている。この発表を受け、各メディアは「平城京でペルシャ人の官吏が働いていた」といった趣旨の報道を行った。
破斯清道は員外大属（いんがいだいさかん）という職であるが、「大属」は大学寮の四等事務官にあたる下級官吏であり（四等官#日本の四等官制参照）、「員外」とは定員外で任じられたこと（員外官）・特別職であることを意味する。これについて渡辺晃宏（奈良文化財研究所）は、外国人の学問と知識を生かすための特別枠で任命された可能性を指摘している。しかし、宿直も務めていることから、勤務形態は他の役人と同様であったと考えられている。

## 文献記録におけるペルシャ人
『続日本紀』には、天平8年（736年）8月、帰国した遣唐副使中臣名代が、「唐人三人、波斯人一人」と共に聖武天皇に拝謁したという記述がある。同年11月、名代ら遣唐使への叙位が行われた際に、ペルシャ人の李密翳にもそれぞれ位を授けられた。李密翳についての『続日本紀』の記載はこれのみで、その後の消息は不明である。
李密翳が聖武天皇に謁見した時からこの木簡に記された年までの隔たりは30年ほどである。渡辺晃宏は、「破斯清通は李密翳本人か、家族や従者だった可能性がある」と述べている。